# Cymothoe reuteri
Cymothoe reuteri är en fjärilsart som beskrevs av Embrik Strand 1910. Cymothoe reuteri ingår i släktet Cymothoe och familjen praktfjärilar. Inga underarter finns listade i Catalogue of Life.